# 한국식 결혼
"한국식 결혼"(Die Koreanische Hochzeitstruhe, The Korean Wedding Chest)은 독일에서 제작된 울리케 오팅거 감독의 2009년 다큐멘터리 영화이다. 울리케 오팅거 등이 주연으로 출연하였고 울리케 오팅거 등이 제작에 참여하였다.

## 출연

### 주연
- 울리케 오팅거